# Cnoc an Fhreiceadain
Cnoc an Fhreiceadain är en kulle i Storbritannien.   Den ligger i kommunen Highland och riksdelen Skottland, i den norra delen av landet, 800 km norr om huvudstaden London. Toppen på Cnoc an Fhreiceadain är 114 meter över havet.
Terrängen runt Cnoc an Fhreiceadain är kuperad åt sydväst, men åt nordost är den platt. Havet är nära Cnoc an Fhreiceadain norrut.  Trakten runt Cnoc an Fhreiceadain är nära nog obefolkad, med mindre än två invånare per kvadratkilometer. Närmaste större samhälle är Tongue, 3,8 km sydväst om Cnoc an Fhreiceadain. Trakten runt Cnoc an Fhreiceadain består i huvudsak av gräsmarker.